# Metalurgia (przedsiębiorstwo)
Metalurgia S.A – firma działająca w Radomsku, produkująca gwoździe, druty, siatki i inne wyroby stalowe.

## Historia
W 1879 przybyli do Radomska inwestorzy francuscy, którzy po wykupieniu fabryki ceraty od Szai Ruziewicza, założyli spółkę „Anonimowe Towarzystwo Przemysłu Metalurgicznego”. Pierwotną produkcję zakładu stanowiły gwoździe o trzpieniu kwadratowym i okrągłym, wkręty, śruby z nakrętkami, nity, widły, łopaty, konstrukcje stalowe, a także wózki węglowe dla przemysłu górniczego.
W latach 1879–1918 zakłady podlegały ciągłej rozbudowie. Powstały wówczas wydziały: kwasiarni, druciarni, gwoździarni, łopaciarni, wkrętkarni, drutu kolczastego oraz wydział konstrukcyjny. Po II wojnie światowej w 1948 r. zakłady zostały przejęte na własność państwa, a następnie w 1951 r. utworzono dalsze pod nazwą „Zakłady Przemysłowe „Komuna Paryska” – Fabryka Drutu i Wyrobów z Drutu z siedzibą w Radomsku”.
W 1960 r. nastąpił dynamiczny rozwój przedsiębiorstwa z uwzględnieniem specjalizacji oraz produkcji eksportowej. Dzięki rozbudowie zakładu i prawie całkowitej wymianie parku maszynowego, finansowanych głównie ze środków własnych, produkcja zakładu wzrosła w 1979 roku do 280 tys. ton, z czego 87 tys. ton eksportowano na niemal na wszystkie rynki świata. W latach 1980–1990 kontynuowano proces modernizacji zakładu. Dokonano wówczas zakupu kilku nowych, bardzo wydajnych maszyn do produkcji gwoździ, linii do pakowania gwoździ, jak również urządzenia do mechanicznego cynkowania gwoździ.
Na podstawie art. 6 ust. l ustawy z dnia 13 lipca 1990 roku o prywatyzacji przedsiębiorstw państwowych, Zarządzeniem nr 76 Prezesa Rady Ministrów z 21 kwietnia 1992 roku, Zakłady Przemysłowe „Komuna Paryska” Fabryka Drutu i Wyrobów z Drutu zostały przekształcone w jednoosobową spółkę Skarbu Państwa „Metalurgia” S.A., która została zarejestrowana w Sądzie Rejonowym w Piotrkowie Trybunalskim w dniu 1 września 1992 roku (pod numerem RHB 638).
Rozporządzeniem Rady Ministrów z dnia 18 sierpnia 1993 roku (Dz.U. nr 78, poz. 368) „Metalurgia” S.A. została wyznaczona przez Radę Ministrów (w I grupie 195 przedsiębiorstw) do udziału w Programie Powszechnej Prywatyzacji poprzez Narodowe Fundusze Inwestycyjne.
W drodze wyboru pakiet wiodący akcji „METALURGII” S.A. został alokowany w II Narodowym Funduszu Inwestycyjnym S.A. z siedzibą w Warszawie. W dniu 12 września 1995 roku Sąd Rejonowy dla m.st. Warszawy zarejestrował wniesienie akcji spółki do Narodowych Funduszy Inwestycyjnych.
W 2005 zakończył się proces prywatyzacyjny zakładu. W 2009 r. Huta Trzyniec przejęła 100% akcji Metalurgii S.A. Od roku 2012 Spółka rozpoczęła długofalowy proces inwestycyjny realizując m.in. budowę nowej linii do cynkowania ogniowego drutów, pieca do żarzenia rekrystalizacyjnego i sferoidyzacyjnego, montażu nowych linii prostociągowych oraz linii do produkcji siatek węzłowych.

## Produkcja
Głównymi wyrobami Metalurgii S.A są druty ocynkowane, druty gołe o standardowej i czystej powierzchni, druty żarzone, druty spawalnicze, siatki węzłowe do grodzenia lasów, autostrad, terenów rolnych i budów tymczasowych.